# Joel Latibeaudiere
Joel Owen Latibeaudiere (* 6. ledna 2000) je jamajský profesionální fotbalista, který hraje na pozici obránce za anglický klub Coventry City FC. Narodil se v Anglii, ale hraje za jamajský národní tým.

## Klubová kariéra

### Manchester City
Latibeaudiere se připojil k Manchesteru City ve věku třinácti let, ale za klub neodehrál žádný zápas v kategorii dospělých. Tým City v kategorii do 18 let dovedl jako kapitán k titulu v Premier League North a byl součástí týmu, který se dostal do finále FA Youth Cupu. V sezóně 2019/20 byl na hostování v FC Twente, kde odehrál pět zápasů a jednou skóroval.

### Swansea City
V říjnu 2020 se Latibeaudiere připojil k Swansea City a podepsal s ní tříletou smlouvu. Svůj první gól za klub dal v zápase EFL Cupu proti Readingu 10. srpna 2021.

### Coventry City
V červenci 2023 se Latibeaudiere stal pátým podpisem trenéra Coventry City Marka Robinse v rámci letního přestupového období.

## Reprezentační kariéra

### Anglie
Latibeaudiere, narozený v Anglii, má jamajský původ. Byl členem týmu, který skončil na druhém místě za Španělskem na Mistrovství Evropy ve fotbale do 17 let 2017, kdy ve finále neproměnil pokutový kop. V říjnu 2017 byl zařazen do týmu na Mistrovství světa ve fotbale do 17 let 2017 a ve finále odehrál celý zápas, když Anglie porazila Španělsko a získala trofej.

### Jamajka
Latibeaudiere byl v květnu 2022 poprvé povolán do národního týmu Jamajky. Svůj neoficiální debut si odbyl 25. května v přátelském zápase, ve kterém Jamajka prohrála 6:0 s Katalánskem.
V červnu 2023 byl Latibeaudiere jmenován do týmu Jamajky na Zlatý pohár CONCACAF 2023. Svůj oficiální debut za Jamajku si odbyl v úvodním utkání turnaje proti USA.

## Statistiky

### Klubové
Platí k zápasu hranému 3. května 2025.
| Klub                  | Sezóna            | Liga              | Liga   | Liga | Národní pohár | Národní pohár | Ligový pohár | Ligový pohár | Ostatní | Ostatní | Celkově | Celkově |
| Klub                  | Sezóna            | Soutěž            | Zápasy | Góly | Zápasy        | Góly          | Zápasy       | Góly         | Zápasy  | Góly    | Zápasy  | Góly    |
| --------------------- | ----------------- | ----------------- | ------ | ---- | ------------- | ------------- | ------------ | ------------ | ------- | ------- | ------- | ------- |
| Manchester City U23   | 2017/18           | —                 | —      | —    | —             | —             | —            | —            | 1       | 0       | 1       | 0       |
| Manchester City U23   | 2018/19           | —                 | —      | —    | —             | —             | —            | —            | 1       | 0       | 1       | 0       |
| Manchester City U23   | Celkově           | Celkově           | —      | —    | —             | —             | —            | —            | 2       | 0       | 2       | 0       |
| FC Twente (hostování) | 2019/20           | Eredivisie        | 5      | 1    | 1             | 0             | —            | —            | —       | —       | 6       | 1       |
| Swansea City          | 2020/21           | EFL Championship  | 8      | 0    | 2             | 0             | 0            | 0            | —       | —       | 10      | 0       |
| Swansea City          | 2021/22           | EFL Championship  | 29     | 0    | 0             | 0             | 3            | 1            | —       | —       | 32      | 1       |
| Swansea City          | 2022/23           | EFL Championship  | 34     | 2    | 2             | 0             | 1            | 0            | —       | —       | 37      | 2       |
| Swansea City          | Celkově           | Celkově           | 71     | 3    | 4             | 0             | 4            | 1            | 0       | 0       | 79      | 3       |
| Coventry City         | 2023/24           | EFL Championship  | 41     | 2    | 6             | 1             | 1            | 0            | 0       | 0       | 46      | 3       |
| Coventry City         | 2024/25           | EFL Championship  | 33     | 0    | 1             | 1             | 2            | 0            | 0       | 0       | 36      | 1       |
| Coventry City         | Celkově           | Celkově           | 74     | 2    | 7             | 2             | 3            | 0            | 0       | 0       | 82      | 4       |
| Celkově v kariéře     | Celkově v kariéře | Celkově v kariéře | 150    | 5    | 12            | 2             | 7            | 1            | 2       | 0       | 169     | 8       |

### Reprezentační
Platí k zápasu hranému 18. listopadu 2024.
| Národní tým | Rok     | Zápasy | Góly |
| ----------- | ------- | ------ | ---- |
| Jamajka     | 2023    | 12     | 0    |
| Jamajka     | 2024    | 11     | 0    |
| Celkově     | Celkově | 23     | 0    |

## Úspěchy
Anglie U17
- Mistrovství světa ve fotbale hráčů do 17 let: 2017
- Poražený finalista Mistrovství Evropy ve fotbale hráčů do 17 let: 2017